# 戴维斯 (南达科他州)
戴维斯（英語：Davis），是美国南达科他州下属的一座城市。根据2010年美国人口普查，该市有人口85人。论人口在該州排行第244。